# Северная Ежуга
Северная Ежуга — река в России, протекает на северо-западе Удорского района Республики Коми. Правый приток реки Зырянская Ежуга.
Длина реки составляет 10 км.
Крупнейший приток — Лунвож, впадает справа на высоте 152 м над уровнем моря.

## Данные водного реестра
По данным государственного водного реестра России, относится к Двинско-Печорскому бассейновому округу, водохозяйственный участок реки — Мезень от истока до водомерного поста у деревни Малонисогорская, речной подбассейн отсутствует. Речной бассейн реки — Мезень.
Код объекта в государственном водном реестре — 03030000112103000047924.